# Соколанов, Иван Прокофьевич
Иван Прокофьевич Соколанов (21 июня 1913, Отрадная, Кубанская область — 28 января 1985) — комбайнёр Отрадненской МТС Отрадненского района Краснодарского края. Герой Социалистического Труда (27.02.1951). Участник Великой Отечественной войны ().

## Биография
Родился 21 июня 1913 года в станице Отрадной Баталпашинского отдела Кубанской области. Из крестьян, русский.
До войны работал трактористом в Отрадненской машинно-тракторной станции, став передовиком; затем стал бригадиром тракторной бригады.
После окончания войны И. П. Соколанов вернулся в Отрадненскую МТС комбайнёром. В уборочную страду 1950 года намолотил комбайном «Сталинец-1» с убранной им площади за 25 рабочих дней 8130 центнеров зерновых культур.
Указом Президиума Верховного Совета СССР от 27 февраля 1951 года за достижение высоких показателей на уборке и обмолоте зерновых и масличных культур Ивану Прокофьевичу  Соколанову присвоено звание Героя Социалистического Труда с вручением ордена Ленина и Золотой медали «Серп и Молот»м.
В 1957 году поступил в Брюховецкий техникум по специальности механизация сельского хозяйства. По окончании техникума остался на преподавательской работе в станице Брюховецкой.
Скончался 28 января 1985 года.

## Награды
- Золотая медаль «Серп и Молот» (27.02.1951)
- Орден Ленина (27.02.1951)
- Орден Ленина (13.06.1952)
- Медаль «За победу над Германией в Великой Отечественной войне 1941—1945 гг.»
- медаль «За трудовую доблесть» (04.06.1949)
- медаль «За трудовую доблесть» (02.06.1950)
- Медаль «В ознаменование 100-летия со дня рождения Владимира Ильича Ленина»
- Медаль  «Двадцать лет Победы в Великой Отечественной войне 1941—1945 гг.»
- Знак «25 лет победы в Великой Отечественной войне»
- Медаль «Тридцать лет Победы в Великой Отечественной войне 1941—1945 гг.»
- Медаль «Ветеран труда»
- Юбилейная медаль «50 лет Вооружённых Сил СССР»
- Юбилейная медаль «60 лет Вооружённых Сил СССР»
- другими медалями